# 2. československá fotbalová liga 1972/1973
V soubojích 41. ročníku druhé nejvyšší fotbalové soutěže – 2. československé fotbalové ligy 1972/73 – se utkalo 16 mužstev každý s každým dvoukolovým systémem podzim–jaro. Tento ročník začal v sobotu 12. srpna 1972 a skončil v sobotu 23. června 1973.

## Konečná tabulka
| Poř. | Tým                        | Z  | V  | R | P  | VG | OG | B  |
| ---- | -------------------------- | -- | -- | - | -- | -- | -- | -- |
| 1.   | TJ Inter Bratislava (S)    | 30 | 16 | 9 | 5  | 64 | 26 | 41 |
| 2.   | TJ Bohemians ČKD Praha     | 30 | 15 | 7 | 8  | 61 | 25 | 37 |
| 3.   | TJ VCHZ Pardubice          | 30 | 14 | 6 | 10 | 43 | 27 | 34 |
| 4.   | TJ LIAZ Jablonec nad Nisou | 30 | 13 | 7 | 10 | 30 | 23 | 33 |
| 5.   | TJ Jednota Trenčín (S)     | 30 | 15 | 3 | 12 | 44 | 47 | 33 |
| 6.   | ASVŠ Dukla Banská Bystrica | 30 | 14 | 4 | 12 | 40 | 40 | 32 |
| 7.   | TJ ŽD Bohumín (N)          | 30 | 12 | 8 | 10 | 42 | 50 | 32 |
| 8.   | TJ VŽKG Ostrava            | 30 | 12 | 7 | 11 | 34 | 28 | 31 |
| 9.   | TJ Strojárne Martin        | 30 | 12 | 7 | 11 | 29 | 35 | 31 |
| 10.  | TJ Baník Prievidza (N)     | 30 | 11 | 8 | 11 | 42 | 38 | 30 |
| 11.  | TJ ZVL Považská Bystrica   | 30 | 10 | 8 | 12 | 35 | 28 | 28 |
| 12.  | TJ Partizán Bardejov       | 30 | 12 | 4 | 14 | 34 | 43 | 28 |
| 13.  | TJ SONP Kladno             | 30 | 12 | 4 | 14 | 30 | 40 | 28 |
| 14.  | TJ Gottwaldov              | 30 | 10 | 7 | 13 | 29 | 30 | 27 |
| 15.  | TJ Kovostroj Děčín         | 30 | 5  | 8 | 17 | 27 | 53 | 18 |
| 16.  | TJ Baník Most (N)          | 30 | 7  | 3 | 20 | 22 | 73 | 17 |

Poznámky:
- Z = Odehrané zápasy; V = Vítězství; R = Remízy; P = Prohry; VG = Vstřelené góly; OG = Obdržené góly; B = Body; (N) = Nováček (postoupivší z nižší soutěže); (S) = Sestoupivší z vyšší soutěže

|  | Postup do I. čs. fotbalové ligy 1973/74 |
|  | Sestup do III. ligy – sk. A 1973/74     |
|  | Sestup do III. ligy – sk. B 1973/74     |